# Мамаду Сангаре
Мамаду Сангаре (фр. Mamadou Sangare; нар. 26 червня 2002, Бамако, Малі) — малійський футболіст, півзахисник клубу «Рапід» (Відень).

## Клубна кар'єра
Мамаду розпочав свою кар'єру в малійському клубі «Єлеен Олімпік». У вересні 2020 року приєднався до «РБ Зальцбург». З того часу він грав в оренді за різні клуби, такі як «Ліферінг», «Грацер», «Зюлте-Варегем» та «Гартберг». 
Також представляв збірну Малі на молодіжному рівні. Відомий своєю швидкістю, дриблінгом та креативністю на полі. Його ринкова вартість станом на червень 2023 року становила 600 тис. євро.

## Кар'єра в збірній
У червні 2023 року Сангаре був включений до остаточного складу Юнацької збірної Малі з футболу (U-23) на Кубку африканських націй U-23 2023, який проходив у Марокко, де «орли» посіли третє місце та отримали право зіграти на Літніх Олімпійських іграх 2024 у Парижі.

## Досягнення
Юнацька збірна Малі з футболу (U-23)
- Бронзова медаль Кубка африканських націй U-23 : 2023[7][8]